# 武若時一郎
武若 時一郎（たけわか ときいちろう、1901年（明治34年）4月 - 没年不詳）は、日本の内務官僚。最後の官選広島県知事。

## 経歴
京都府出身。武若喜太の長男として生まれた。第八高等学校を卒業。1925年、東京帝国大学法学部法律学科（仏法）を卒業。内務省に入省し東京府属となる。1926年12月、高等試験行政科試験に合格した。
以後、京都府社会課勤務、内務属・土木局勤務、内務事務官、内閣紀元二千六百年祝典事務局書記官、内閣情報部書記官、神祇院書記官兼秘書官、造神宮主事、外務書記官、近畿地方行政事務局次長などを歴任。
楠瀬常猪が知事選挙に立候補するため広島県知事を辞任したことを受け、近畿地方行政事務局次長であった武若が事実上の選挙管理知事として任命され、1947年3月14日に40代官選広島県知事に就任。最初の広島県知事選挙を執行した後、同年4月16日に依願免本官で退官、最後の官選広島県知事となる。
その後、経済調査官・広島管区経済調査庁長などを務めた。

## 著作
著書
- 『神社法』〈地方行政全書1〉良書普及会、1943年。

訳書
- ブリッソン・カンニンガム著『港湾経済論』港湾協会、1928年。